# Église Saint-Martin de Courtrai
L’église Saint-Martin est un édifice religieux sis au cœur du centre historique de la ville belge de Courtrai. Construite de 1390 à 1466 elle remplace une église gothique plus ancienne, elle-même ayant succédé à une église romane datant du VIIe siècle.

## Histoire
Vers 650 un premier lieu de culte est édifié par saint Éloi près de la place centrale du bourg. Au même endroit, et pas beaucoup plus tard, une église romane est édifiée. Elle est placée sous le patronage de saint Martin de Tours, un saint du IVe siècle déjà populaire en Gaule septentrionale.
Au Moyen Âge l’édifice roman est remplacé par une église de style gothique. La prospérité de la ville le permettant l’église est reconstruite en plus grand lorsque la première est dévastée. Les travaux durent presque un siècle : de 1390 à 1466. Cette nouvelle église à triple nef est de type « église-halle ». Le clocher-tour de style gothique brabançon, haut de 83 mètres, date de 1439.
Le 7 août 1862 : la tour Saint-Martin est frappée par la foudre et prend feu. La partie en bois (datant de 1601) est complètement détruite et le sanctuaire est fort endommagé. Le clocher est entièrement restauré dans les années qui suivent. Il contient aujourd’hui un groupe de six cloches.
De 1899 à 1939 une statue en chêne de la Vierge-Marie se trouvait dans la niche entre les deux entrées du portail principal. Une statue de Saint Martin de Tours la remplace depuis lors.
L’église est classée au patrimoine national belge depuis 1937.

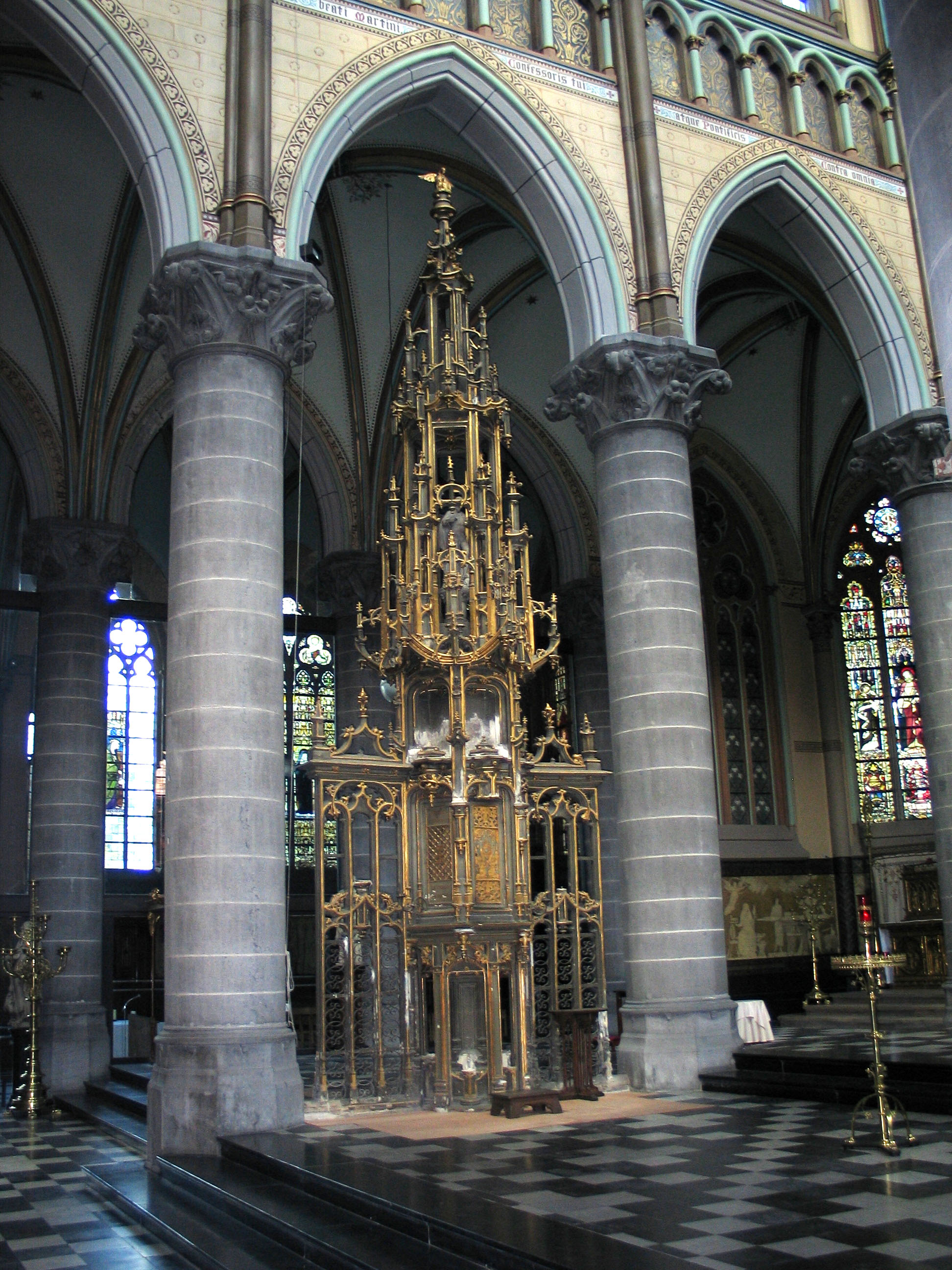
Le tabernacle sur pied de l'église

## Patrimoine
- La Descente de l’Esprit Saint, un triptyque de Bernard de Rijckere (1587) se trouve au-dessus de l’autel de la chapelle Sainte-Anne.
- Un tabernacle sur pied de 6,5 mètres de haut est œuvre de l’artiste Hendrik Mauris d’Anvers. Il date de 1585.
- Quelques tableaux de grande valeur, tels l’Adoration des mages de Gaspard de Crayer (1630), Saint François en contemplation de la Sainte Croix de Jean-Érasme Quellin (1688), Le Martyre de sainte Catherine de Karel van Mander (XVIe siècle).
- Un carillon de 49 cloches.

## Offices
Les messes sont célébrées le samedi à 12h15 et le dimanche à 11h ainsi qu'à 18h.

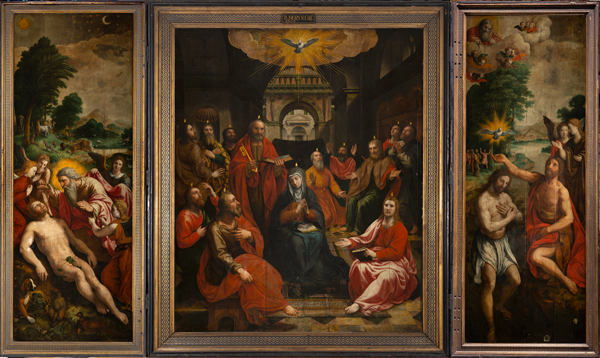
Triptyque La Descente de l’Esprit Saint
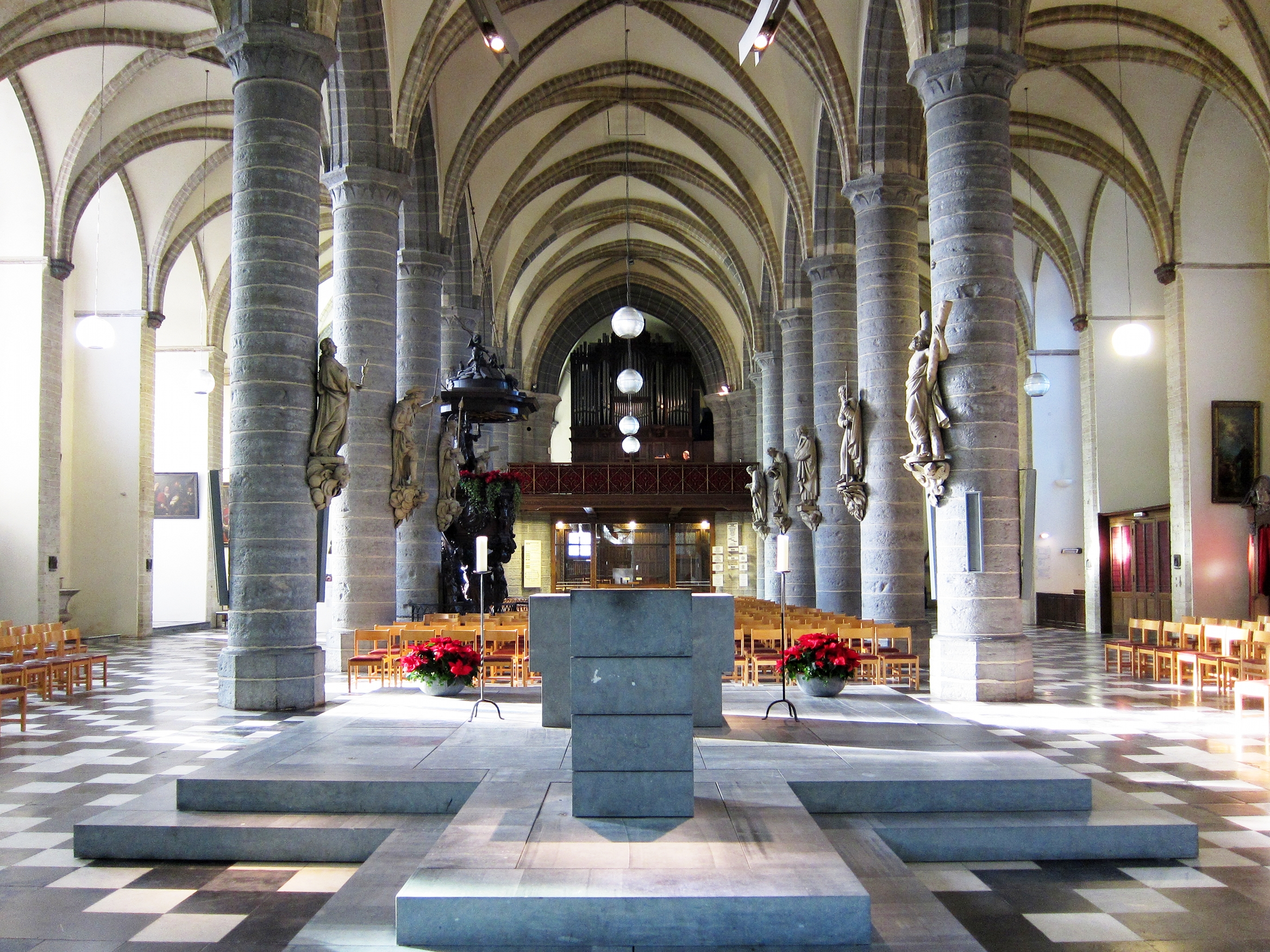
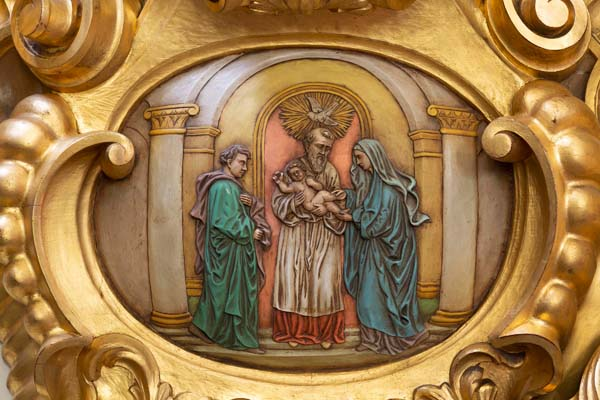